# OK K.O.! Let's Be Heroes
OK K.O.! Let's Be Heroes (¡OK, K.O.! Seamos héroes en Hispanoamérica) es una serie animada creada por Ian Jones-Quartey, basado en el piloto de 2013 titulado Lakewood Plaza Turbo (Plaza Lakewood Turbo en Hispanoamérica), que fue parte del proyecto de pilotos de Cartoon Network en el verano del mismo año. La serie de internet fue estrenada el 1 de agosto de 2017 en el canal de Cartoon Network y también en su servicio en vídeo, es producida por Cartoon Network Studios y cada corto es animado por una empresa diferente como Science SARU y Yotta.
El 9 de marzo de 2017, cuatro años después del estreno del piloto, Cartoon Network anuncia que una serie de televisión fue dada a luz verde, la cual fue estrenada el 1 de agosto de 2017. La secuencia del tema principal fue animada por el artista japonés; Hiroyuki Imaishi, cofundador de Trigger.
El 4 de diciembre de 2017 se confirmó que la serie se renovaría para una segunda temporada, que se estrenó el 18 de marzo de 2018. Una tercera y última temporada, que se anunció el 26 de junio de 2019, se estrenó el 7 de julio de 2019; El último episodio se emitió el 6 de septiembre de 2019.

## Historia
¡OK K.O.! Seamos héroes, se establece en el año futurista del 201X, en el que el mundo está poblado por personajes de cualquier mundo desde videojuegos hasta comida parlante los cuales tienen su propia tarjeta de poder.
La serie sigue al joven protagonista, K.O., y sus esfuerzos para convertirse en el héroe más grande del mundo, mientras trabajaba en La bodega del Sr. Gar (dirigido por el no-absurdo Sr. Gar), una tienda de suministros de héroes en el centro comercial Lakewood Plaza. Junto a él están sus mejores amigos y compañeros de trabajo, Radicles (Radical en Hispanoamérica), un apático y narcisista alíen, y Enid, una empleada de hermanas grandes, igual que otros héroes que trabajan y frecuentan la zona de Cinemark Theaters.

## Episodios
| Temporada | Temporada | Episodios | Episodios | Emisión original     | Emisión original        |
| Temporada | Temporada | Episodios | Episodios | Primera emisión      | Última emisión          |
| --------- | --------- | --------- | --------- | -------------------- | ----------------------- |
|           | Piloto    | Piloto    | Piloto    | 21 de mayo de 2013   | 21 de mayo de 2013      |
|           | 1         | 53        | 53        | 1 de agosto de 2017  | 6 de abril de 2018      |
|           | 2         | 38        | 38        | 5 de mayo de 2018    | 30 de junio de 2019     |
|           | 3         | 20        | 20        | 7 de julio de 2019   | 6 de septiembre de 2019 |
|           | Cortos    | 18        | 18        | 4 de febrero de 2016 | 28 de noviembre de 2017 |

## Personajes

### Principales
- K.O.: protagonista de la serie. Es un niño de aproximadamente 6-11 años de edad y es el nuevo empleado de la bodega del Sr. Gar, que se encuentra en Lakewood Plaza Turbo. K.O. es optimista, leal y dispuesto a ayudar a cualquiera, aunque puede ser simple de mente e ingenuo. Su carta de poder evolucionó desde la primera temporada hasta la segunda siendo actualmente de nivel 4 con una tolerancia al miedo de 15 (hasta ahora la más alta). En el episodio "T.K.O" se descubre que posee un alter ego denominado "Turbo K.O.", hecho de pura oscuridad y los mayores defectos de K.O. Aunque tuvo muchos problemas para dominarlo, con la ayuda de Dendy pudo hacerlo en el episodio "Tienes el control" siendo uno de los primeros en dominar la energía Turbo. A pesar de todo siempre es un chico que le es fiel a sus amigos más cercanos, sobre todo a su madre Carol y al Sr. Gar a quien guarda mucho respeto. Al mutar a un animal el característico es el perro/cachorro.
- Enid: adolescente que trabaja como cajera en la bodega. Es más práctica y realista que sus compañeros K.O. y Rad, aunque parece que carece de la motivación para ayudar realmente a la gente. Es una chica parcialmente fría y sin sentimientos, pero nunca duda en salvar a sus amigos siempre que haya peligro. Estuvo enamorada de Rad en sus tiempos de secundaria, pero por la actitud arrogante de este no fue correspondida, tras conocer a Red Action, se vuelve en su mejor amiga y posteriormente en su novia. Además de sus técnicas de combate en artes marciales ella es una experimentada ninja. Al mutar en animal el característico es un conejo. Su nivel actual es de 4.
- Radicles (Radical en Hispanoamérica y Radículas en España):[7] más conocido por los amigos como Rad. Es un adolescente alienígena que también trabaja en la bodega. Se considera todopoderoso debido a su físico, pero realmente es un tipo arrogante y dulce ya que posee un corazón de oro. Puede manipular la gravedad de ciertos objetos gracias a los pulsos que posee en sus dedos. Al mutar a un animal el característico es un gato. Su nivel actual es de 3
- Dendy (doblado por Melissa Fahn):[8]  es una niña de aproximadamente la edad de K.O. que utiliza la tecnología para luchar. Pertenece a la raza kappa, que es muy discriminada por la gente de la plaza, debido a los estereotipos negativos que tienen de ellos. Su mejor amigo en todo el mundo es K.O. Parece tener dificultades para comprender la idea de la imaginación y sólo puede pensar en términos científicos y matemáticos, aunque siempre esta dispuesta a ayudar a todos sus amigos.
- Eugene "Gar" Garcia: dueño de la bodega y supervisor de la plaza. Es duro, serio y orgulloso de la plaza y de su trabajo. No obstante, se pone nervioso cuando alguien lo alaba o cuando está cerca de Carol, por quien tiene sentimientos. En la segunda temporada logra tener una cita con ella por la intervención de K.O., Enid y Rad. Es un hombre totalmente musculoso y fuerte, sin embargo su tolerancia al miedo es baja con 8 (según por qué no actualizo su tarjeta de poder desde que salió de P.O.I.N.T.). Al igual que Carol estuvo en el grupo de superhéroes P.O.I.N.T. con el alias de "Elbow" y antiguamente era mucho más tímido de lo que es ahora. Su movimiento especial es una sobrecarga de energía que emerge de su codo brindándole la suficiente potencia para derrotar a cualquier oponente. Su nivel actual es de 11.
- Carol: madre soltera de K.O. y dueña de "Fitness Emotions" en la plaza. Carol es una mujer dura que ama a su hijo inmensamente y dotes en él como una madre típica. Antiguamente integró el grupo "P.O.I.N.T.", una organización de superhéroes, bajo el nombre de Silver Spark junto con el Sr. Gar. Siempre se mantiene entrenando y siempre orienta a K.O. en el camino del héroe. Es la segunda héroe más poderosa de la plaza. Su nivel actual es 11.

### Villanos
- Lord Boxman: villano líder. Es un cyborg y posee una empresa de manufactura de robots llamada Boxmore, que se encuentra al otro lado de la calle de la plaza y cuyo fin es destruirla, ya que Boxman desprecia la amistad y la ve como una debilidad. A pesar de fracasar siempre, nunca se rinde y aparece constantemente en los episodios para seguir su cometido. Los demás villanos, excepto el Doctor Venenoso, lo ven como un sujeto mediocre que no tiene la idea de ser un villano. Él ve a sus robots como sus hijos, pero se ve constantemente decepcionado por sus fracasos. Al final del episodio "Tienes el control", tras la pelea y derrota de Boxman Jr. los Darrell Traicionan a Lord Boxman llamando a la junta de inversionistas que al descubrir los destrozos causados por Boxman Jr., despiden a Lord Boxman de su puesto, y lanzándolo al Sol. Actualmente está en alianza con el Doctor Venenoso. Su nivel actual es de -10.
- Darrell: modelo masculino de robot de Lord Boxman. Los Darrell son cíclopes de color rojo, todos de bajo nivel e idiotas y acordaron que merecían ser castigados por Lord Boxman por fallarle. Son conniventes y se complacen en humillar a K.O., Enid y Rad. a diferencia de todos los robot de Boxman que poseen una mente en común, solo los Darrell y Ernestos puede funcionar varios al mismo tiempo, por lo que ellos son los encargados de la mayor parte de las operaciones y movimientos que se realizan en Boxmore. En el capítulo "Tienes el control" se nos revela que básicamente ellos son los responsables de que Boxmore siga como empresa (ellos hacen todo el trabajo de producción de robot ya que Boxman esta obsesionado con la plaza). Al final del mismo capítulo, tras la pelea y derrota de Boxman Jr. los Darrell traicionan a Lord Boxman llamando a la junta de inversionistas que al descubrir los destrozos causados por Boxman Jr., despiden a Lord Boxman de su puesto, quedando Darrell como nuevo jefe de Boxmore. Su nivel actual es de -2.
- Shannon: modelo femenino de robot de Lord Boxman. Las Shannon son de color naranjo y las de más alto nivel entre los demás matones de bajo nivel, porque generalmente están mejor preparadas que los Darrell. Pueden ser tan convincentes como los Darrell, pero pueden ser fácilmente derrotados como ellos. Su nivel actual es de -3.
- Raymond: modelo masculino de robot de Lord Boxman. Es de color verde, usa ropa deportiva y siente afinidad por las rosas. Se cree el mejor "hijo" de Lord Boxman al estar entrenado para combate. Siempre suele sobreactuar ante cualquier cosa que pase. Su nivel actual es de -4.
- Ernesto: modelo masculino de robot de Lord Boxman. Los Ernestos son morados y redondeados, usan un sombrero de copa y cumplen funciones administrativas en Boxmore, son los únicos robots además de Darrell que se han visto en la serie; pueden funcionar varios al mismo tiempo.
- Jethro: modelo masculino de robot de Lord Boxman. Los Jethros son lentos, de color azul y que sólo saben decir "¡Soy Jethro!", lo que irrita a Rad y Enid.
- Mikaela: modelo femenino de robot de Lord Boxman. Las Mikaela son robot con características más animales que humanoides, caminan en 4 patas y se comunican con simples gruñidos y rugidos (Aunque todos los robots de Boxmore parecen entender perfectamente que dice). En el capítulo de su aparición se muestra que en realidad quiere ser un robot humanoide.
- T.K.O.: es el alter ego de K.O.; es totalmente idéntico a K.O. solo se le caracteriza por su peinado hecho atrás, su aura oscura y sus brazaletes púrpuras con púas, actualmente habita en una casa construida por K.O. en su subconsciente. Hizo una pequeña aparición durante el capítulo "Eres nivel 100" mediante la reacción de K.O. cuando este pelea contra un Mega Darrell, aunque se desconocía su existencia. Durante la travesía en la mente del Sr. Gar para derrotar a su más grande miedo, K.O. lo invoca en forma de esencia oscura para derrotar a Laserblast y después este lo vuelve a meter en su cerebro. T.K.O. toma forma humana en el episodio "T.K.O" cuando Shadowy Figure (en España "Personaje Misterioso") toma consistencia en la mente de K.O.; el poder de las emociones negativas de K.O. es tan fuerte que pierde el control de su mente y T.K.O. emerge por primera vez. Cuando Enid y Rad pelean contra Darrell, T.K.O. aparece y lo derrota de un solo golpe. Enid y Rad se sorprenden, pero no saben de la existencia de T.K.O. Tras un periodo de tiempo, T.K.O. enloquece por el poder desbordante que posee y ataca a sus dos amigos. Enid no comprende lo que sucede y logra llamar a Carol, mientras que T.K.O. destruye por completo a Rad dejándolo gravemente herido. Carol llama la atención a T.K.O. pero este no escucha razones y sigue destruyendo la plaza. En ese momento, el Sr. Gar llega a su tienda y al encontrarla destruida, empieza a tener miedo de T.K.O.; aunque intenta decirle comentarios positivos a T.K.O., con tal de detenerle. T.K.O., sigue con su rabieta y envía un campo de fuerza que deja a todos los héroes inconscientes; estuvo a punto de matar a Carol si no fuera porque K.O. (que aparentemente tomó el control interno de su cuerpo) confronta a T.K.O. Los dos lados de luz y oscuridad pelean y T.K.O. es derrotado mientras que K.O. lo echa en una jaula para mantenerlo a raya durante un tiempo. En "La feria de ciencias misteriosas 201X", vuelve a aparecer gracias a la investigación de Dendy (que buscaba una forma de que K.O. controle sus poderes); T.K.O. emerge furioso del cuerpo de K.O. y destruye todo el laboratorio de Dendy. T.K.O., más adelante, intenta destruir el primer invento de Dendy, justo en el momento de que esta reflexiona sobre las acciones que realizó sobre K.O. solo por la ciencia. A Dendy ya no le importa su invento, solo le importa la seguridad y el cariño de K.O. Esos sentimientos fueron suficientes para que T.K.O. desaparezca. Hace otra aparición en "Tu tienes el control" es invocado y sacado de su jaula por K.O. para derrotar al bebe malvado de Lord Boxman. A pesar de esa supuesta buena acción, T.K.O. vuelve a descontrolarse y destruye toda la empresa de Lord Boxman con el objetivo de destruir al robot. Enid, Rad y Dendy logran llegar a la zona de conflicto para calmarle; Dendy descubre que los buenos sentimientos mantendrán calmado a T.K.O., por lo que esta decide darle un abrazo a T.K.O. con la ayuda de Rad y Enid. T.K.O. vuelve a la mente de K.O. y vuelven a discutir entre los dos; sin embargo K.O. está cansado de pelear con el y decide hacer las paces con el. T.K.O. acepta de buena gana y forma parte del mundo de K.O. pudiendo controlar por fin sus poderes. K.O. emerge otra vez al mundo exterior y destruye al bebe malvado con el poder de T.K.O.. Vuelve a aparecer en "La casa de T.K.O" dejando de ser un villano y se convierte en un antiheroe, con el objetivo de vengarse de Shadowy Figure (afirmando que no puede dormir ni vivir bien siempre que el exista y sin que no tenga respuestas). K.O. decide ayudarle logrando encontrar al personaje capturando glorbes cerca de la plaza. A pesar de que usan sus poderes, no logran ni siquiera tocar al personaje y este los expulsa del combate. T.K.O. empieza a enojarse, pero K.O. decide tomar las cosas con calma y propone sintetizar ambos poderes en un solo ser. Aunque T.K.O. acepta a regañadientes, eso todavía sigue sin ser suficiente para derrotar completamente a Shadowy Figure. Sin embargo, este afirma que nunca creó a T.K.O.; solo le dio forma a los emociones negativas de K.O. Esta respuesta no le contenta ni le agrada para nada a T.K.O. e intenta destruirlo ahí mismo, pero el dispositivo que usaban para sintetizar los poderes de K.O. se desconecta y el personaje huye. K.O. y T.K.O. deciden mantenerse juntos hasta estar totalmentes seguros de las intenciones de Shadowy Figure.
- Galgarion: villano que apareció en el episodio "El destino del heroe" siendo el villano principal de Héroe. Demostró su nivel -99 y derrotó fácilmente a Héroe y a K.O.; a pesar de que este no se podía mover de su sitio. Al final del episodio parece descansar momentáneamente del mal.
- Profesor Venenoso: villano sabio; es uno de los villanos, al parecer, más calculadores y sabios de la serie. Es uno de los clientes más recurrentes y socio más importante de Lord Boxman, el creador confirmaría fuera de la serie que están casados el uno con el otro, a quien le compra todos sus productos. Ciertas veces se avergüenza de las tonterías de Lord Boxman, pero a veces solo desea su bienestar. Tiene de secuaz a Fink, una rata de laboratorio con poderes oscuros. Su nivel actual es -7. En uno de los episodios tardíos de la serie revela que es el padre de K.O y Verdaderamente exnovio de Carol.
- Fink: es la secuaz del Profesor Venenoso. De personalidad impaciente y traviesa, afirma que su jefe es el mejor del mundo ya que le trata muy bien. Odia a Lord Boxman y a sus robots, sobre todo a Darrell. Posee un collar, creado por el Profesor Venenoso, que le permite controlar energía turbo al consumir un glorbe e insertarlo. Sin embargo el efecto es momentáneo y debilita a Fink con el tiempo, a contrariedad de T.K.O.. Demostrado que K.O. es más fuerte que ella.

### Recurrentes
- Real Magic Skeleton (doblado por Ben Jones): es un esqueleto vivo que, como su nombre lo indica, posee poderes mágicos. Trabaja en "iFrame Outlet" en la plaza con su amigo Brandon, de quien a veces se cansa. Él desea que su vida fuera tan emocionante como K.O. y sus amigos; a pesar de su nombre, tiene habilidades mágicas muy pobres.
- Brandon (doblado por David Herman): es un oso humanoide que trabaja con Real Magic Skeleton. Él tiende a ser relajado y siempre está practicando ritmos de tambor que a veces se pone en los nervios de Real Magic Skeleton. A pesar de esto los dos son aparentemente buenos amigos. Su camisa siempre tiene un dicho sobre el que cambia entre tiros sin razón.
- Red Action (Acción Roja en Hispanoamérica): es una viajante del futuro, exactamente del 301X. Ella huyó de su futuro debido a que fracaso en su misión y, avergonzada, decide buscar amistades en el pasado y recuperar lo que perdió en el futuro. Gracias a K.O. mejora su corte de pelo, que permanece durante la serie, y se vuelve una de las mejores amigas de Enid y posteriormente su novia. Pertenecía a la Tropa de Color que era un grupo de personas que protegían el futuro. Es capaz de aparecer y desaparecer en lapsos de tiempo cortos.
- Elodie: la antigua amiga de Enid era una egocéntrica, amante de la moda y desea hacerse más fuerte estudiando en la academia P.O.I.N.T. por lo que utilizó a Enid para ingresar. Sin embargo, sus sentimientos de amistad a Enid permanecieron, en total secreto, y a pesar de ello la aprecia mucho. Su arma es un arco que dispara flechas luminosas. Se reconcilia con Enid en la academia P.O.I.N.T..
- Baby Teeth (doblada por Ashly Burch): es un dinosaurio bebé azul claro, amigo de K.O., mascota oficial del bazar de Gar y amante de la comida. El está siempre en el bazar. Su comida favorita son los "Nacho Relámpago".
- Gregg (doblado por Ian Jones-Quartey): es un humanoide "cosa de pájaro" que cuelga con Red Action. Gregg apenas habla y sólo grita sus respuestas de acuerdo con los comentarios de Red Action y Drupe. A diferencia de sus amigos, le da las gracias a K.O., en privado, y le habla palabras para hacerlo. Tiene un nivel de héroe de 0.
- Mr. Logic (doblado por James Urbaniak): es un robot hairstylist que posee una peluquería en la plaza llamada "Logic Cuts". Hace que sus cortes de pelo sean matemáticamente perfectos y precisos. También es capaz de añadir los niveles de héroe de todos. Sr. Lógica se nos revela en el capítulo "Lad and Logic" que es el primer robot humano y con mente creado por Lord Boxman, este pensando de manera lógica fue el que guio a Boxman a crear Boxmore para poder continuar con su trabajo y financiar sus creaciones. Cuando el Sr. Gar comienza a construir Plaza Lakewood Turbo frente a la recién fundada Boxmore, Lord Boxman se enfurece y comienza a crear robo pirañas para atacar y destruir el lugar, Sr. Logic le dice a Boxmore que eso no es un curso de acción lógico y que es una pérdida de dinero, pero Boxman le dice que debe ampliar su visión del mundo para entender como piensa, por lo que Sr. Lógica se aventura a Plaza Lakewwod Turbo para aprender más, finalmente Sr. Lógica confronta una vez más a Boxman pero este le dice que no quiere su consejo y que no le importa la lógica, por lo que Sr. Lógica decide dejar la fábrica.
- Nick Army (doblado por Chris Niosi): es un héroe temático militar que normalmente anda con Joff el Monje Shaolin. Le gusta hacer las cosas ultra violentas. Según el Sr. Gar junto a Joff el Monje Shaolin son el mejor equipo de héroes en todo el lugar.
- Joff the Shaolin Monk (expresado por James Urbaniak): es un monje del Shaolin que cuelga generalmente se le ve con Nick Army. Fiel a sus creencias, desea hacer las cosas sin violencia. Según el Sr. Gar junto a Nick Army son el mejor equipo de héroes en todo el lugar.
- Heroe: es un chico con una espada gigantesca que pelea con el único objetivo de subir de nivel y enfrentarse  a enemigos poderosos. Motivo a K.O. a ayudarlo pero al final, descansa momentáneamente del bien. A pesar de haber subido mucho su nivel se desconoce cuál es. Es una parodia a Cloud Strife de Final Fantasy VII.

## Crossover
Esta serie realizó uno de los crossovers más interesantes de Cartoon Network conocido como "Nexo Creativo":
En este capítulo K.O. es teletransportado a la Ciudad Cartoon, que al parecer esta totalmente abandonada, por acción de un villano denominado Strike, este estuvo a punto de asesinar a K.O. si no fuera por la aparición de Garnet (Steven Universe) quien llega para salvarlo junto con Ben Tennyson (Ben 10). Todos huyen pero son emboscados por los robots de Strike. Ben se transforma en Cuatro Brazos para defenderlos pero uno de los robots daña su Omnitrix impidiendolo que vuelva a su forma real. Garnet protege a K.O. con sus guantes mágicos y más adelante se retiran.
El equipo se esconde en el antiguo museo de Ciudad Cartoon en donde encuentran a la mayoría de personajes antiguos de Cartoon Network petrificados y marcados con una X roja y los que destacan son Pardo (Escandalosos), Fantasmín (Un Show Más) Comadreja (Soy la Comadreja), Erizo (Campamento de verano), Chowder y Schnitzel (Chowder), Puro Hueso (Las sombrías aventuras de Billy y Mandy), Coraje (Coraje, el perro cobarde), Kelsey y Mortimer (El mundo de Craig), Robot Jones (Jones, el robot) y muchos otros.
Durante la travesía dentro del sitio, K.O. escucha una misteriosa voz, descubriendo a otro héroe, o sea Raven (Teen Titans Go!). Garnet la salva y Raven dice que logró salvarse del hechizo de Strike antes de petrificarle pero a cambio perdió sus poderes mágicos. Además les cuenta que el plan de Strike es derrotar a todos los héroes de todas las líneas temporales y les guía a su guarida.
K.O. se da cuenta de que todos sus amigos pertenecieron a grupos muy poderosos de superhéroes por los que decide bautizar a su nuevo grupo como "O.K Ben Universe Go!". Al principio no les agrada mucho el nombre pero al final terminan aceptándolo. Para llegar a la guarida de Strike tienen que sobrepasar un barranco muy angosto y que parece imposible de cruzar; afortunadamente Raven todavía puede volar y lleva a todos, ya que Ben no puede transformarse en Insectoide para hacerlo. Tras pasar el acantilado de insectos, son emboscados por Strike quien empieza a realizar "una secuencia de poder super larga e incesante" para destruirlos de una vez. A pesar de que nadie tiene poderes, K.O. observa el arma de Strike y aprovechando su canalización y distracción usa uno de sus Puños de poder para poder agarrarla, dándose cuenta de que el arma puede destruir y también crear por lo que la usa para devolverles a todos sus poderes.
Tras agradecerle a K.O. por devolverles los poderes; Garnet les pregunta si el también tiene uno, pero K.O. afirma tristemente que nunca los perdió y solo perdió a sus amigos tras llegar a la ciudad; inmediatamente sonríe al darse cuenta de que Ben, Raven y Garnet son sus amigos en esta dimensión y si se mantienen juntos podrán derrotar a Strike. En ese momento, Strike termina su canalización de energía y va a derrotarlos pero ellos ya se le adelantaron y lo aturden momentáneamente con sus poderes restaurados. Ben decide elegir un alíen perfecto para la ocasión pero este termina convirtiéndolo en Jake (Hora de aventura) y posteriormente en Prohyas (Magiespadas).
Ben cree que su Omnitrix sigue fallándole, pero K.O. le explica que ahora puede transformarse en cualquier personaje del universo Cartoon. Ben acepta eso y K.O. lo dispara contra Strike con su Puño de poder, transformándose a la vez en muchos héroes de Cartoon Network y le da el golpe de gracia a Strike transformado en Finn (Hora de aventura).
Tras eso el arma de Strike es reprogramada por Garnet para que todos los personajes de Cartoon Network vuelvan a sus estados originales y reconstruya la Ciudad Cartoon a una versión más modernizada y mejorada en la que se observan las casas de los héroes triunfantes. Raven invoca portales dimensionales para que todos vuelvan a sus series, siendo el primero en irse Ben. Raven también se va a su dimensión, aunque casi sin querer entra en la dimensión de Teen Titans y no en la de Teen Titans Go!.
K.O. se entristece al despedirse de Garnet pensando que no la volverá a ver; sin embargo esta usa el arma de Strike para crear su tarjeta de poder (su nivel representado por una gema). K.O. se despide finalmente con un abrazo de Garnet y vuelve a su dimensión. K.O. despierta tras volver y cree que todo lo que le paso fue un sueño pero confirma que no lo fue al ver la carta de poder de Garnet.

## Reparto
| Personajes                                  | Actor/Actriz de voz original (USA)                                                                     | Actor/Actriz de doblaje (Hispanoamérica) | Actor/Actriz de doblaje (España)                                |
| ------------------------------------------- | --- | ---------------------------------------- | --------------------------------------------------------------- |
| K.O.                                        | Courtenay Taylor (episodios 1-3,7-12 y 14 en adelante) Stephanie Nadolny (cortos y episodios 4-6 y 13) | Arturo Castañeda                         | Elena Rey (temporada 1) Jesús Barreda (temporada 2 en adelante) |
| Enid                                        | Ashly Burch                                                                                            | Karla Falcón                             | Laura Peña                                                      |
| Radical (Hispanoamérica) Radículas (España) | Ian Jones-Quartey                                                                                      | José Antonio Macías                      | Víctor González Fraile                                          |
| Carol                                       | Kate Flannery                                                                                          | Laura Torres                             | Marta Méndez                                                    |
| Sr. Gar                                     | David Herman                                                                                           | Dan Osorio                               | Ángel Amorós                                                    |
| Dendy                                       | Melissa Fahn                                                                                           | Lourdes Arruti                           | Lorena Higuera                                                  |
| Lord Boxman                                 | Jim Cummings                                                                                           | Mauricio Pérez                           | Miguel Campos                                                   |
| Darell                                      | Ian Jones-Quartey                                                                                      | Gerardo Alonso                           | Jordi Gálan                                                     |
| Shannon                                     | Kari Wahlgren                                                                                          | Mireya Mendoza                           | Amalia Cantarero                                                |
| Raymond                                     | Robbie Daymond                                                                                         | Miguel Ángel Ruiz                        | Javier Abengózar                                                |
| Baby Teeth                                  | Ashly Burch                                                                                            |                                          | Amalia Cantarero                                                |

## Producción
Para promover OK K.O.! Let's Be Heroes, el jefe oficial de contenido Rob Sorcher insinuó la mayoría de las veces en una entrevista que se convertiría en una serie completa.
El 9 de marzo, en el blog de PlayStation, Chris Waldron, vicepresidente de juegos y productos digitales para Cartoon Network, anunció una serie de obras, junto con un videojuego.
La serie fue estrenada en Estados Unidos el 1 de agosto de 2017, mientras que en Latinoamérica llegará el 18 de septiembre del mismo año. Los primeros seis episodios fueron estrenados en internet, el 13 de junio de 2017.[cita requerida]

## Recepción
La serie fue recibida positivamente. Melissa Camacho de Common Sense Media describió la serie como divertida, con un "aspirante a héroe trabajador", pero advirtió sobre la violencia de las caricaturas. También calificó la serie de "peculiar", dijo que tiene "muchos mensajes positivos" y "momentos inteligentes", con algunas escenas entendidas más por preadolescentes que por niños pequeños.